# 에듀 메이커 보드
에듀 메이커 보드(EduMaker Board)는 대전교육정보원에서 개발한 아두이노 우노 적층식 확장보드이다.
대전교육정보원의 민한식 연구사가 개발했다.

## 구조
여러가지의 기본 회로로 구성되어 있어, 점프선 1개만 끼우면 바로 다른 장치로 연결할 수 있는 구조이다.